# Hakan Bezci
Hakan Bezci (* 2. Juli 1996 in Yazıhan) ist ein türkischer Fußballspieler, der für Yeni Malatyaspor spielt.

## Karriere
Bezci begann hier mit dem Vereinsfußball in der Jugendabteilung Malatyaspors und wechselte 2012 in den Nachwuchs des Stadtrivalen Yeni Malatyaspor. Hier erhielt er im März 2013 zwar einen Profivertrag, spielte aber weiterhin überwiegend für die Nachwuchs- bzw. Reservemannschaften. Er nahm aber auch am Training der Profis teil und wurde auch im erweiterten Kader geführt. Sein Profidebüt gab er in der Zweitligapartie vom 15. Mai 2016 gegen Boluspor. Am Ende der Saison 2016/17 gelang ihm mit diesem Klub die Vizemeisterschaft der 1. Lig und damit der Aufstieg in die Süper Lig. Nach diesem Erfolg erhielt er aber keine Vertragsverlängerung.

## Erfolge
Mit Yeni Malatyaspor
- Vizemeister der TFF 1. Lig und Aufstieg in die Süper Lig: 2016/17